# 常陸娘
常陸娘（ひたちのいらつめ、生没年不詳）は、飛鳥時代の豪族。蘇我赤兄の娘。天智天皇の妃。
天智天皇の妃となり、山辺皇女を生む。天武天皇の妃となった大蕤娘とは姉妹である。同じ天智天皇の妃となった、蘇我倉山田石川麻呂の娘の遠智娘・姪娘姉妹とは従姉妹にあたる。

## 系譜
- 父：蘇我赤兄
- 姉妹：大蕤娘（天武天皇妃）
- 夫：天智天皇
- 子女：山辺皇女